# Sadkowice (województwo mazowieckie)
Sadkowice – wieś sołecka w Polsce, położona w województwie mazowieckim, w powiecie lipskim, w gminie Solec nad Wisłą. Leży przy drodze wojewódzkiej nr 754.
| SIMC    | Nazwa               | Rodzaj    |
| ------- | ------------------- | --------- |
| 1054630 | Dół                 | część wsi |
| 0637803 | Księży Dołek        | część wsi |
| 1054736 | Lasek               | część wsi |
| 0637810 | Powiśle             | część wsi |
| 0637826 | Sadkowice-Gościniec | część wsi |
| 0637832 | Stara Wieś          | część wsi |
| 0637849 | Szyjka              | część wsi |
| 0637855 | Zadole              | część wsi |

Wieś królewska, położona była w drugiej połowie XVI wieku w powiecie radomskim województwa sandomierskiego. W latach 1975–1998 miejscowość położona była w województwie radomskim.
Znajduje się tutaj rezerwat roślinności stepowej "Sadkowice". Kilka lat wcześniej był tutaj Ludowy Klub Sportowy „Sparta Sadkowice”.
Wierni Kościoła rzymskokatolickiego należą do parafii św. Jana Chrzciciela w Pawłowicach lub do parafii Wniebowzięcia Najświętszej Maryi Panny w Solcu nad Wisłą.

## Osoby związane z Sadkowicami
- Piotr Lichota – Twórca Bałtowskiego Kompleksu Turystycznego